# Manuel María de Uriarte Zulueta
Manuel María de Uriarte (Bilbao, 1932 - Vitoria, 14 de noviembre de 2013) fue un abogado y político español.

## Biografía
Manuel María de Uriarte nace en Bilbao en 1932. Es licenciado en Derecho ingresando en 1960 en el Cuerpo de Abogados del Estado, cargo que desempeña en Álava y Pontevedra. En 1966, se convierte en Inspector de los Servicios del Ministerio de Hacienda. El 10 de abril de 1976 es nombrado gobernador civil en Zaragoza. Posteriormente, el 24 de enero de 1977, es nombrado gobernador civil de Vizcaya. Uriarte desempeña este cargo hasta el 5 de agosto de 1977, siendo nombrado secretario general Técnico del Ministerio de la Presidencia en 1978, así como subsecretario de los de Industria y Energía y Administración Territorial, cargo este último, en el cual es nombrado el 20 de abril de 1979 así como subdirector general del Régimen Financiero de las Corporaciones Locales. Colaboró en la redacción del Libro Verde y el Libro Blanco sobre la reforma fiscal.
En el ámbito público empresarial, es consejero del Banco de Crédito Local, de Telefónica y de Almacenes y Depósitos Aduaneros, S.A. y secretario del Consejo de Administración de la Empresa Nacional Bazán de Construcciones Navales Militares. En el ámbito cultural, es miembro de la sociedad de Estudios Vascos-Eusko Ikaskuntza y su vicepresidente por Álava, siendo también miembro de la Real Sociedad Bascongada de Amigos del País y de la Sociedad Landázuri.
Manuel de Uriarte es elegido senador por el Partido Popular por Álava en 1996 y en 2000. Es también subdirector general de Régimen Financiero de las Corporaciones Locales. Es autor de diferentes trabajos sobre el Fuero de Ayala en la Ley 3/1992 de Derecho Civil Foral del País Vasco y sobre las consecuencias en Álava de la reforma del derecho ayalés y vizcaíno. Manuel María fallece el 14 de noviembre de 2013, a los 80 años de edad en la ciudad de Vitoria.

## Actividad política
Manuel María de Uriarte desempeña varios cargos dentro de la administración con la UCD de Adolfo Suárez. Es nombrado gobernador civil a principios de 1977 en Zaragoza y en Vizcaya y subsecretario de la Administración Local en abril de 1979 por el Consejo de Ministros. Cesa a petición propia el 4 de julio de 1980 volviendo a su plaza de inspector de Servicios del Ministerio de Hacienda.
Dos años más tarde, después de la crisis abierta en la UCD, Manuel de Uriarte forma parte de la relación de miembros que abandonan la formación para pasar a formar parte de la comisión gestora del Partido Demócrata Popular. El PDP de Alzaga, en las elecciones generales de 1986, se presenta con Alianza Popular y el Partido Liberal formando la Coalición Popular. 
Tras las elecciones municipales y europeas del 10 de junio de 1987, el Partido Demócrata Popular pasa a denominarse Democracia Cristiana. Manuel María de Uriarte y Zulueta, junto con otros seis fundadores del Partido Demócrata Popular como Luis Pérez Aguas o Eduardo Olano, piden su ingreso en el Partido Popular. Unos meses más adelante, el 4 de junio, Democracia Cristiana se disuelve en un Congreso Extraordinario integrándose oficialmente en el Partido Popular. 

### Senador VI Legislatura 1996- 2000
Las elecciones generales del 3 de marzo de 1996 son ganadas por el Partido Popular. Manuel María de Uriarte va en lista al Senado por Álava resultando elegido cursando alta con fecha 3 de marzo de 1996 y causando baja con la disolución de las Cortes el 18 de enero del año 2000. Uriarte forma parte del grupo parlamentario popular en el Senado como portavoz de la Comisión Constitucional, así como vocal de la Comisión Especial para el estudio de la reforma constitucional del Senado, de la Comisión de Incompatibilidades, de la Comisión de Justicia, de la Comisión de Interior y Función Pública y de la Comisión General de las Comunidades Autónomas.
Es ponente del Proyecto de Ley por la que se modifica la Ley 13/1995 de 18 de mayo, de Contratos de las Administraciones Públicas, del Proyecto de Ley de modificación de la Ley 30/1992 de 26 de noviembre, de Régimen Jurídico de las Administraciones Públicas y del Procedimiento Administrativo Común, del Proyecto de Ley de restitución o compensación a los partidos políticos de bienes y derechos incautados en aplicación de la normativa sobre responsabilidades políticas del período 1936-1939, del Proyecto de Ley de Asistencia Jurídica al Estado e Instituciones Públicas, del Proyecto de Ley del Gobierno y del Proyecto de Ley por la que se regula la Conferencia para Asuntos Relacionados con las Comunidades Europeas. En esta legislatura, se aprueba de forma definitiva los proyectos de ley de modificación del Concierto Económico y de la metodología del cupo vasco para el quinquenio 1997-2001.

### Senador VII Legislatura 2000- 2004
Manuel María de Uriarte repite como candidato en las elecciones generales celebradas el 12 de marzo del 2000, saliendo elegido de nuevo por la circunscripción de Álava. Causa baja el 20 de enero de 2004, por la disolución de las Cortes y la convocatoria de nuevas elecciones. Uriarte, dentro del Grupo Territorial de la Comunidad Autónoma del País Vasco, forma parte de la Cámara alta como portavoz de la Comisión Constitucional, y como vocal de la Comisión de Interior y Régimen de las Administraciones Públicas, de la Comisión Constitucional y de la Comisión de la Sociedad de la Información y del Conocimiento. Como ponente participa en las ponencias legislativas del Proyecto de Ley de Fundaciones, del Proyecto de Ley Orgánica de Partidos Políticos, del Proyecto de Ley Orgánica reguladora del Derecho de Asociación y de la Proposición de Ley Orgánica para la garantía de la democracia en los Ayuntamientos y la seguridad de los concejales. En las siguientes elecciones generales del 14 de marzo del 2004, no se presenta como candidato al Senado.

## Obras
- Uriarte Zulueta, Manuel María (2001). Evolución histórica del fuero de Ayala. ISBN: 84-7821-463-1, págs. 303-309.[13]
- Uriarte Zulueta, Manuel María. (1997). ¿Cortes de Castilla en Vitoria?. Revista De Las Cortes Generales, (42), 191-213.[14]
- Uriarte Zulueta, Manuel María. (1983). Ponencia general: "El impuesto y las transmisiones patrimoniales". Ed.: Instituto de Estudios Fiscales. Madrid.[15]